# Mouvement El-Bina
 (mars 2022).
Si vous disposez d'ouvrages ou d'articles de référence ou si vous connaissez des sites web de qualité traitant du thème abordé ici, merci de compléter l'article en donnant les références utiles à sa vérifiabilité et en les liant à la section « Notes et références ».
Le Mouvement El-Bina (« Mouvement pour la construction ») est un parti politique démocrate islamique et conservateur algérien fondé en 2013.

## Histoire
Crée en mars 2013 par Slimane Chenine et Abdelkader Bengrina, il est le fruit d'une scission du Mouvement de la société pour la paix.
Le parti parvient à faire élire un député en lors des élections de 2017 et en obtient 39 en juin 2021.
Il parvient à faire élire en juillet 2019, le premier président islamiste de l'Assemblée populaire nationale (Slimane Chenine), en fonction jusqu'en février 2021.
En 2024, El-Bina détient 39 sièges à l’Assemblée populaire nationale (APN) et deux membres dans le gouvernement de Nadir Larbaoui avec Fayçal Bentaleb, ministre du Travail, et Yacine Merabi, qui est responsable de la Formation et de l’Enseignement professionnels.
En mai 2025, TSA décrit Abdelkader Bengrina, président du parti, comme proche du courant politique Badissia novembria.